# مرسوم عملي
المرسوم العملي هو مرسوم رسمي يتمتع بالسيادة بشأن مسألة ذات أهمية قصوى وله قوة القانون الأساسي. وفي التاريخ المتأخر للإمبراطورية الرومانية المقدسة يشير بشكل أكثر تحديدًا إلى المرسوم الصادر من الإمبراطور.
عندما يستخدم كاسم علم، وبدون ذكر العام، فهو يشير عادة إلى المرسوم العملي لعام 1713، وهو عبارة عن آلية قانونية تهدف إلى ضمان أن العرش النمساوي وأراضي هابسبورغ سيتم توريثها إلى ماريا تيريزا ابنة الإمبراطور كارل السادس.
ويتم إصدار المراسيم العملية غالبًا في الأوقات التي يكون فيها الوضع الأمثل من الناحية النظرية لا يمكن الدفاع عنه، ويستدعي الأمر إجراء تغيير في القوانين.
- المرسوم العملي لجستينيان الأول، الصادر في أغسطس عام 554، بشأن إعادة تنظيم إيطاليا بعد الحرب القوطية.
- ما يسمى بالمرسوم العملي للويس التاسع، والذي يزعم إصداره في مارس 1269 بشأن الإصلاحات الدينية المختلفة، كان وثيقة مزورة تم تجهيزها في القرن الخامس عشر.
- المرسوم العملي في بورجيه، الصادر في 7 يوليو 1438 من قبل شارل السابع ملك فرنسا، وهو لتحديد سلطة البابا على الكنيسة داخل فرنسا.
- المرسوم العملي لعام 1439 بألمانيا، أصدره الأمراء الألمان الحاكمون في 26 مارس 1439، لقبول بعض المراسيم الصادرة عن المجمع الفلورنسي مع إدخال بعض التعديلات. وقد قيل بأن مسمى المرسوم العملي لا ينطبق بشكل صحيح على هذه الوثيقة، حيث إنه صدر من قبل أمراء تابعين للإمبراطور دون موافقة الإمبراطور.
- إن المرسوم العملي لعام 1549، الذي أصدره شارل الخامس، قد أسس المحافظات السبع عشرة ككيان مستقل عن الإمبراطورية وعن فرنسا.
- لقد كانت المرسوم العملي الكرواتي أحد قوانين المجلس التشريعي للمملكة الكرواتية للسماح للإناث بوراثة العرش الكرواتي في حالة عدم وجود ورثة من الذكور لشارل السادس.
- المرسوم العملي لعام 1713 الذي أصدره الإمبراطور كارل السادس في 19 أبريل عام 1713.
- المرسوم العملي الذي صوت عليه البرلمان المجري في عام 1723 والذي تقبل فيه مملكة المجر بتوريث الإناث، مما يسمح للإمبراطورة النمساوية ماريا تيريزا أن تصبح ملكة للمجر.[1]
- المرسوم العملي لنابولي، تم إصداره في 6 أكتوبر 1759، من قبل كارلوس الثالث ملك إسبانيا، للسيطرة على خلافة عروش نابولي وصقلية وإسبانيا، والنهي عن الاتحاد بين إسبانيا والصقليتين.
- المرسوم العملي لعام 1830 بإسبانيا، الذي تم إصداره في 29 مارس عام 1830 من قبل فيرناندو السابع ملك إسبانيا، للتصديق على مرسوم عام 1789 الصادر عن كارلوس الرابع ملك إسبانيا الذي حل محل النظام شبه السالي المؤسس من قبل فيليب الخامس مع نظام الخلافة المختلطة التي ميزت الملكية القشتالية من الناحية التاريخية (وهو ما يحدد تقاليد الملكية الإسبانية)، كما تمت الإشارة إليه بواسطة التوريث للملكات أوراكا ملكة قشتالة، والملكة إيزابيلا الأولى، وخوانا الأولى. (انظر أيضًا كارلية).

## وصلات خارجية
- Catholic Encyclopedia: Louis IX
- Catholic Encyclopedia: Pragmatic Sanction
- New Schaff-Herzog Encyclopedia of Religious Knowledge, vol. IX: Pragmatic Sanction